# Верета Григорій Степанович
Григóрій Степа́нович Верéта (нар. 4 травня 1951, с. Лучиці) — український хоровий диригент, композитор. У 1972 році закінчив Інститут культури в Києві. З 1983 року працював диригентом Київської капели бандуристів України імені Г. Майбороди. Народний артист України (1998), доцент (1991), лауреат всеукраїнського конкурсу композиторів (1997), член НСКУ. Керівник Ансамблю бандуристів «Барви України» Стрітівської вищої педагогічної школи кобзарського мистецтва.

## Твори
- Кобзарева пісня (кантата)
- Балада про Опришків Золоті ворота
- Обр. Народних пісень
- Літургія
- Дитячий альбом для бандури

## Друковані збірки
- Дитячий альбом для бандури — К.: Муз. Україна, 1991
- Стрілецькі пісні. Обробки для чоловічого хору — К.: Муз. Україна, 1994
- Калиновий цвіт. Пісенник (фольклорні записи українських народних пісень) — Львів: Свічадо, 2004
- «Українські технології», Солоспіви — К.: Альтерпрес, 2006
- Кобзарева пісня. (кантата для солістів та мішаного хору в супроводі симфонічного оркестру) — К.: Альтерпрес, 2006
- Твори для капел бандуристів (партитури) — К.: Альтерпрес, 2006
- Духовні хорові твори — Львів: Свічадо, 2006
- Обробки церковних пісень — К.: Альтерпрес, 2006
- Слава в вишних Богу (Літургія) — К.: Муз. Україна, 2006
- Пісні для дітей в супроводі бандури — Луцьк: Вол. обл. друк, 2008
- Ой у полі нивка (обробки українських народних пісень для чоловічого хору в супроводі фортепіано) — Луцьк: Вол. обл. друк, 2008
- Вокальні твори в супроводі бандури — Луцьк: Вол. обл. друк, 2009
- Коло млина коло броду (обробки українських народних пісень для чоловічого хору а капела) — Луцьк: Вол. обл. друк, 2009
- Обробки церковних пісень. (Видання друге, змінене та доповнене) — Луцьк: Вол. обл. друк, 2010
- Слава в вишних Богу (Літургія. Духовні твори). (Видання друге, змінене та доповнене) — К.: «КЖД „Софія“», 2012